# Myceliophthora hinnulea
Myceliophthora hinnulea är en svampart som beskrevs av Awao & Udagawa 1983. Myceliophthora hinnulea ingår i släktet Myceliophthora, ordningen Onygenales, klassen Eurotiomycetes, divisionen sporsäcksvampar och riket svampar.   Inga underarter finns listade i Catalogue of Life.